# Allain
Allain é uma comuna francesa na região administrativa de Grande Leste, no departamento de Meurthe-et-Moselle. Estende-se por uma área de 16,48 km². Em 2010 a comuna tinha 490 habitantes (densidade: 29,7 hab./km²).